# Bowdoin (Maine)
Bowdoin ist eine Town im Sagadahoc County des Bundesstaates Maine in den Vereinigten Staaten. Im Jahr 2020 lebten dort 3136 Einwohner in 1268 Haushalten auf einer Fläche von 112,87 km².

## Geographie
Nach dem United States Census Bureau hat Bowdoin eine Gesamtfläche von 112,87 km², von der 112,56 km² Land sind und 0,31 km² aus Gewässern bestehen.

### Geographische Lage
Bowdoin liegt im Nordwesten des Sagadahoc Countys und grenzt an das Androscoggin County im Westen und das Kennebec County im Norden. Auf dem Gebiet befinden sich nur kleinere Seen wie der Caesar Pond oder der Stoddard Pond. Die Oberfläche des Gebietes ist eben, ohne nennenswerte Erhebungen.

### Nachbargemeinden
Alle Entfernungen sind als Luftlinien zwischen den offiziellen Koordinaten der Orte aus der Volkszählung 2010 angegeben.
- Norden: Litchfield, Kennebec County, 6,1 km
- Nordosten: Richmond, 12,9 km
- Osten: Bowdoinham, 9,3 km
- Süden: Topsham, 11,3 km
- Südwesten: Lisbon, Androscoggin County, 11,7 km
- Westen: Sabattus, Androscoggin County, 11,2 km

### Stadtgliederung
In Bowdoin gibt es mehrere Siedlungsgebiete: Bowdoin Center, Starbird Corner, Varney Corner und West Bowdoin.

### Klima
Die mittlere Durchschnittstemperatur in Bowdoin liegt zwischen −6,7 °C (20 °F) im Januar und 21,1 °C (70 °F) im Juli. Damit ist der Ort gegenüber dem langjährigen Mittel der USA um etwa 9 Grad kühler. Die Schneefälle zwischen Oktober und Mai liegen mit bis zu zweieinhalb Metern mehr als doppelt so hoch wie die mittlere Schneehöhe in den USA; die tägliche Sonnenscheindauer liegt am unteren Rand des Wertespektrums der USA.

## Geschichte
Teile des Gebietes von Bowdoin gehörten zum Pejepscot Purchase, die restlichen zum Plymouth Claim (Kennebec Purchase).
Der Gouverneur des Commonwealth of Massachusetts James Bowdoin besaß im Jahr 1779 einen Rechtsanspruch auf das Gebiet der West Bowdoinham Plantation und gewährte Rechte an dem Land an Dritte, die ein Gebiet umfassten, welches er als zwei Meilen breit am Cathance River und der Merrymeeting Bay angrenzend und bis zum Androscoggin River reichend, bezeichnete. Es gab daneben auch Siedler, die das Land von den Indianern erworben hatten. Als Bowdoin 1750 einen Pfad für Pferde durch das Gebiet anlegen ließ, stieß er auf Siedler, die behaupteten, dass bereits ihre Vorfahren sich in dem Gebiet niedergelassen hatten.
Am 21. März 1788 wurde das Gebiet als Town organisiert. Zum Gebiet der Town gehörten auch das heutige Lisbon und das damalige Webster, heute Sabattus. Benannt wurde die Town nach James Bowdoin. Nach seinem Sohn James Bowdoin III wurde später das Bowdoin College in Brunswick benannt. Um Bowdoin Zugang zum Kennebec River und damit zu den Handels- und Reisewegen zu ermöglichen, beauftragten James Rogers und Ebenezer Temple 1797 den Bau einer Straße durch Bowdoinham. Land für die Gründung von Lisbon, zunächst unter dem Namen Thompsonborough, wurde im Jahr 1798 abgegeben. Die neue Town wurde am 22. Juni 1799 organisiert. 1840 wurde das Gebiet der Town Lisbon geteilt und die Town Webster gegründet.

### Einwohnerentwicklung
| Volkszählungsergebnisse – Town of Bowdoin, Maine | Volkszählungsergebnisse – Town of Bowdoin, Maine | Volkszählungsergebnisse – Town of Bowdoin, Maine | Volkszählungsergebnisse – Town of Bowdoin, Maine | Volkszählungsergebnisse – Town of Bowdoin, Maine | Volkszählungsergebnisse – Town of Bowdoin, Maine | Volkszählungsergebnisse – Town of Bowdoin, Maine | Volkszählungsergebnisse – Town of Bowdoin, Maine | Volkszählungsergebnisse – Town of Bowdoin, Maine | Volkszählungsergebnisse – Town of Bowdoin, Maine | Volkszählungsergebnisse – Town of Bowdoin, Maine |
| Jahr                                             | 1700                                             | 1710                                             | 1720                                             | 1730                                             | 1740                                             | 1750                                             | 1760                                             | 1770                                             | 1780                                             | 1790                                             |
| ------------------------------------------------ | ------------------------------------------------ | ------------------------------------------------ | ------------------------------------------------ | ------------------------------------------------ | ------------------------------------------------ | ------------------------------------------------ | ------------------------------------------------ | ------------------------------------------------ | ------------------------------------------------ | ------------------------------------------------ |
| Einwohner                                        |                                                  |                                                  |                                                  |                                                  |                                                  |                                                  |                                                  |                                                  |                                                  | 984                                              |
| Jahr                                             | 1800                                             | 1810                                             | 1820                                             | 1830                                             | 1840                                             | 1850                                             | 1860                                             | 1870                                             | 1880                                             | 1890                                             |
| Einwohner                                        | 1260                                             | 1649                                             | 1777                                             | 2094                                             | 2073                                             | 1857                                             | 1744                                             | 1345                                             | 1136                                             | 940                                              |
| Jahr                                             | 1900                                             | 1910                                             | 1920                                             | 1930                                             | 1940                                             | 1950                                             | 1960                                             | 1970                                             | 1980                                             | 1990                                             |
| Einwohner                                        | 937                                              | 814                                              | 749                                              | 568                                              | 467                                              | 638                                              | 668                                              | 858                                              | 1629                                             | 2207                                             |
| Jahr                                             | 2000                                             | 2010                                             | 2020                                             | 2030                                             | 2040                                             | 2050                                             | 2060                                             | 2070                                             | 2080                                             | 2090                                             |
| Einwohner                                        | 2727                                             | 3061                                             | 3136                                             |                                                  |                                                  |                                                  |                                                  |                                                  |                                                  |                                                  |

## Kultur und Sehenswürdigkeiten

### Bauwerke
In Bowdoin wurde ein Bauwerk unter Denkmalschutz gestellt und ins National Register of Historic Places aufgenommen.
- First Baptist Church of Bowdoin and Coombs Cemetery, 1997 unter der Register-Nr. 97000604.[10]

## Wirtschaft und Infrastruktur

### Verkehr
Die südöstliche Ecke des Gebietes berührt die Interstate 295 und die nordwestliche Ecke die Interstate 95. Durch das Gebiet von Bowdoin verläuft der U.S. Highway 201 in nordsüdliche Richtung. Die Maine State Route 215 führt von Lewiston im Westen nach Bowdoinham im Osten durch das Gebiet.

### Öffentliche Einrichtungen
In Bowdoin gibt es keine medizinischen Einrichtungen oder Krankenhäuser. Nächstgelegene Einrichtungen für die Bewohner von Bowdoin befinden sich in Lisbon, Lewiston und Brunswick.
Bowdoin besitzt keine eigene Bücherei. Die nächstgelegenen befinden sich in Bowdoinham und Topsham.

### Bildung
Bowdoin gehört mit Bowdoinham, Harpswell und Topsham zum Maine School Administrative District 75, Regional School Unit 75.
Im Schulbezirk werden mehrere Schulen angeboten:
- Harpswell Community School in Harpswell, mit den Schulklassen Kindergarten bis 5
- Bowdoinham Community School in Bowdoinham, mit den Schulklassen Kindergarten bis 5
- Bowdoin Central School in Bowdoinham, mit den Schulklassen Kindergarten bis 5
- Williams-Cone School in Topsham, mit den Schulklassen Kindergarten bis 5
- Woodside Elementary School in Topsham, mit den Schulklassen Kindergarten bis 5
- Mt Ararat Middle School in Topsham, mit den Schulklassen 6 bis 8
- Mt Ararat High School in Topsham, mit den Schulklassen 9 bis 12

## Persönlichkeiten

### Söhne und Töchter der Stadt
- Mike McHugh (* 1965), Eishockeyspieler